# Rejon muslumowski
Rejon muslumowski (ros. Муслюмовский райо́н, tatar. Мөслим районы) – rejon w należącej do Rosji autonomicznej republice Tatarstanu.
Rejon leży we wschodniej części kraju, jego ośrodkiem administracyjnym jest wieś Muslumowo. Według danych na rok 2020 rejon zamieszkiwało 19 326 osób, a gęstość zaludnienia wyniosła 13,2 os./km2.

## Geografia
Rejon muslumowski graniczy z rejonem aktanyskim na północnym-wschodzie, mienzielinskim na północy, sarmanowskim na zachodzie, aznakajewskim na południowym-zachodzie oraz z Baszkortostanem na południowym-wschodzie..
Powierzchnia rejonu wynosi 1464 km2.

## Galeria

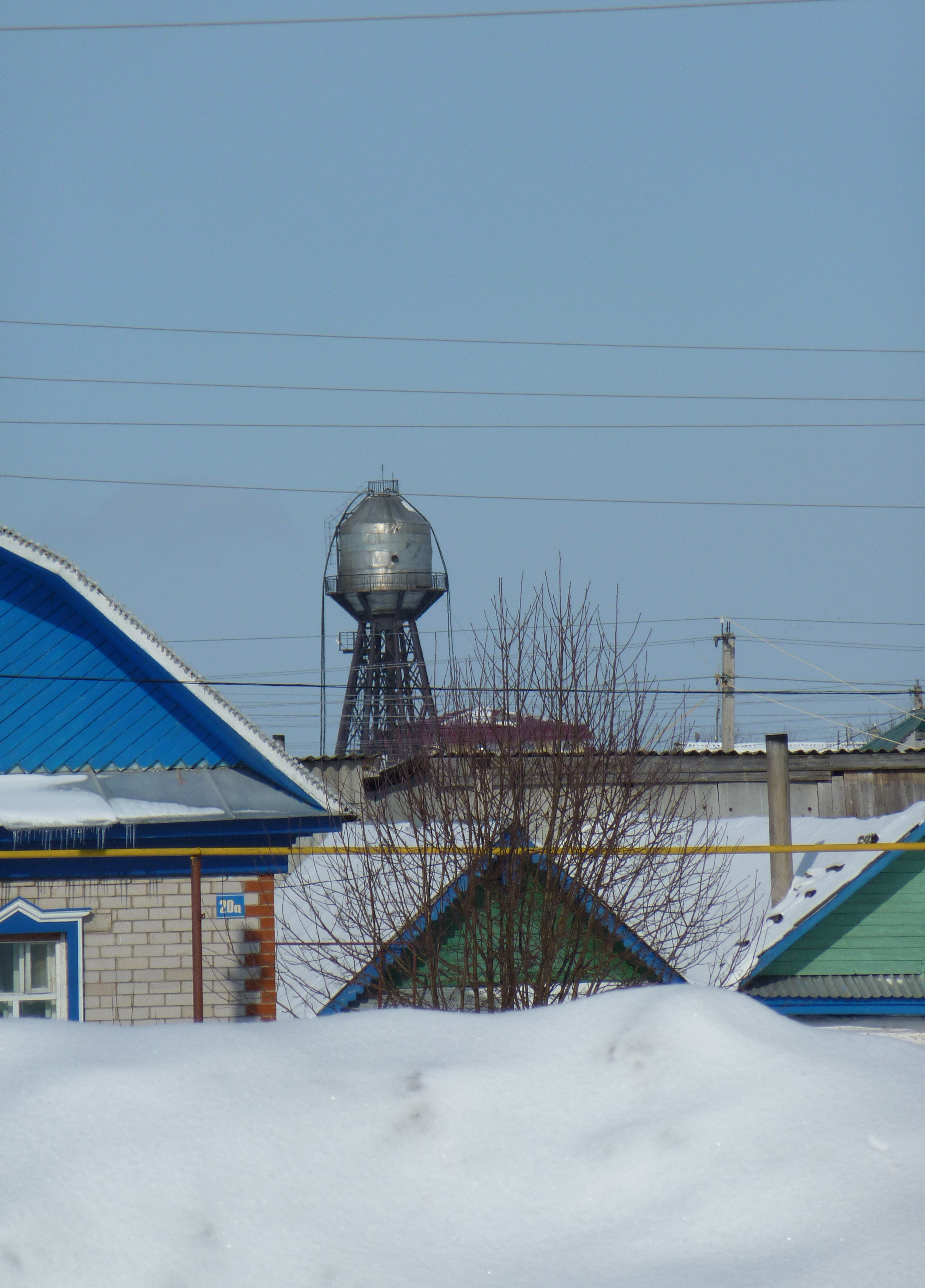
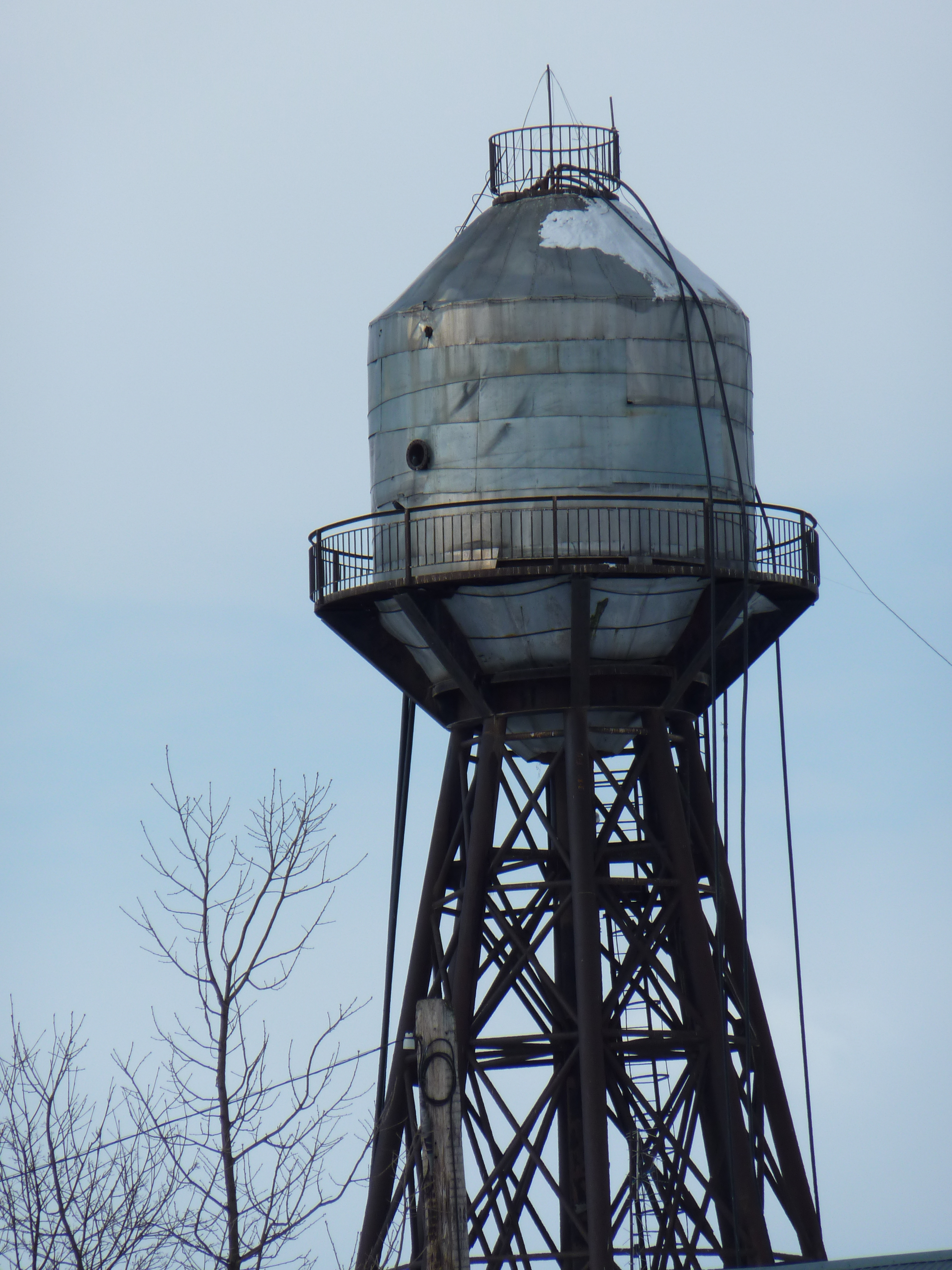
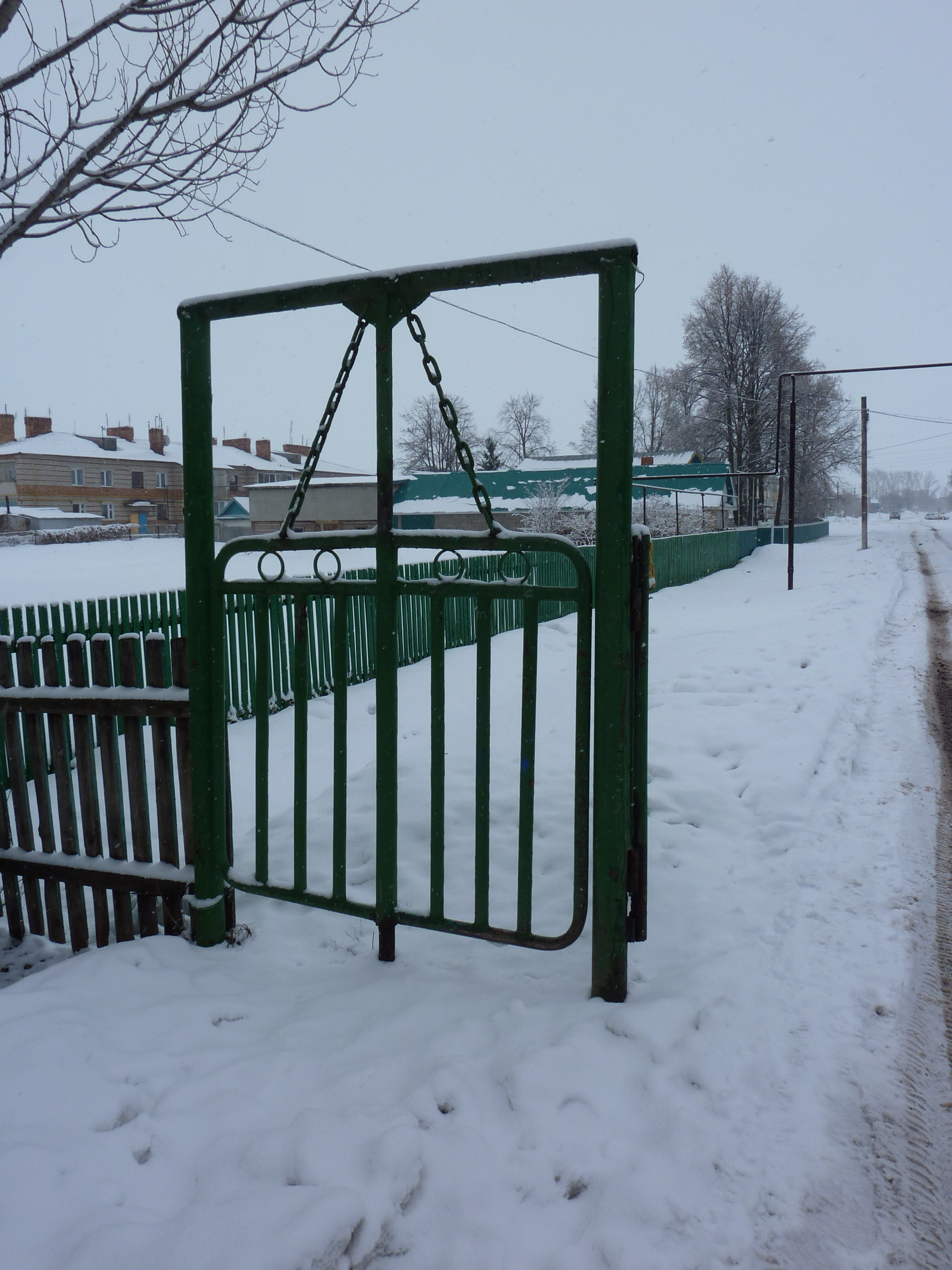
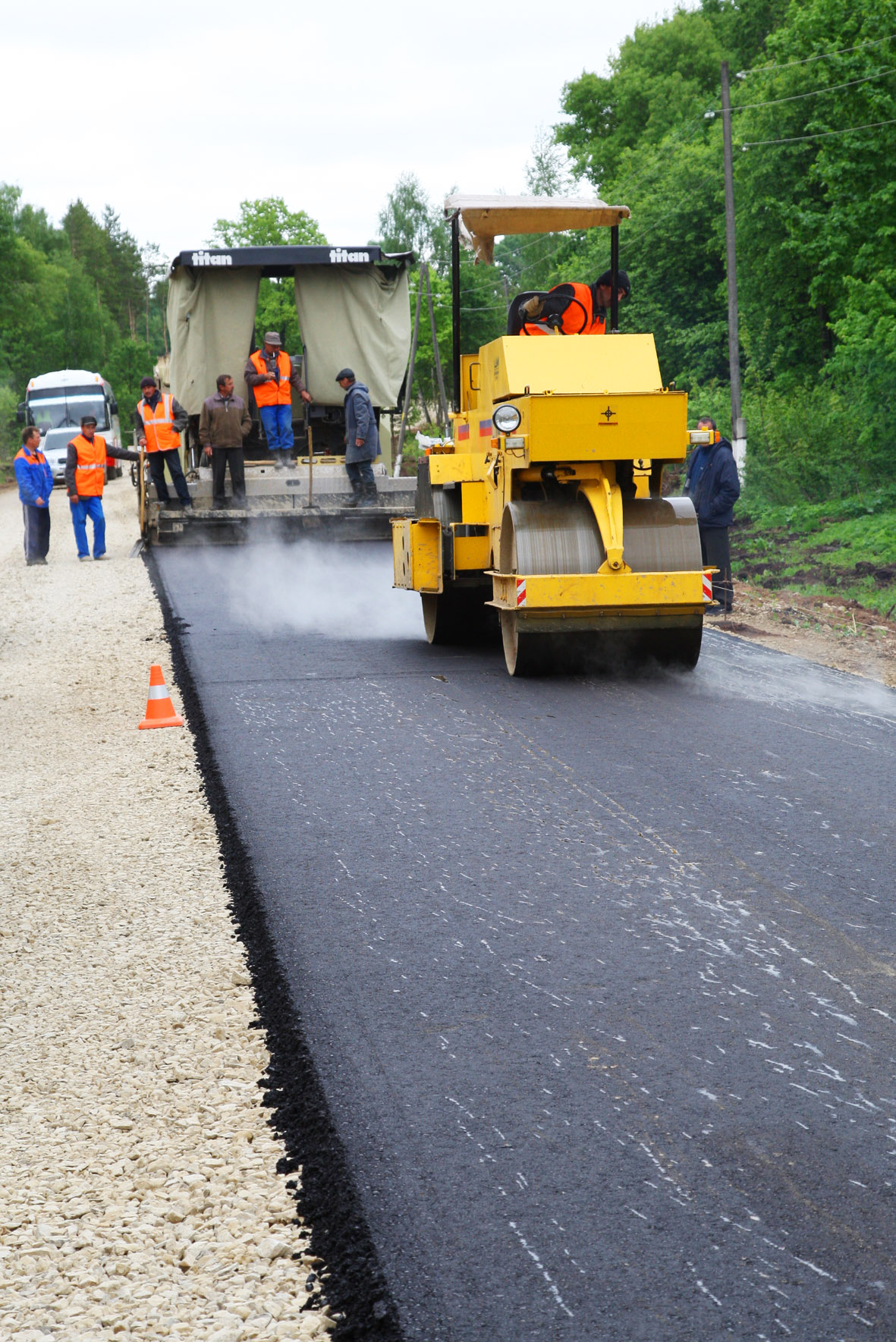